# Hasan Nasralláh
Hasan Nasralláh (arabsky حسن نصر الله‎, Hassan Nasr Alláh; 31. srpna 1960 Burdž Hammúd – 27. září 2024 Bejrút) byl libanonský duchovní, od února 1992 až do své smrti v září 2024 generální tajemník ší'itské islamistické politické strany a militantní skupiny Hizballáh.
Dne 27. září 2024 Izraelské obranné síly oznámily, že jejich letectvo provedlo nálet na hlavní ústředí Hizballáhu v Bejrútu, při kterém byl zabit Nasralláh. Jeho smrt potvrdil Hizballáh následující den.

## Osobní život
Narodil se 31. srpna 1960 v Burdž Hammúd jako deváté z deseti dětí v ší'itské rodině. Jeho otec Abdal Karím Nasralláh se narodil ve vesnici Bázúríja nedaleko Týru a pracoval jako prodavač ovoce a zeleniny. Ačkoli jeho rodina nebyla nijak zvlášť věřící, Nasralláh se zajímal o teologii.
V roce 1975, když vypukla libanonská občanská válka, odešel spolu s rodinou do rodného domu v Bázúríji nedaleko Týru. Sekundární vzdělání získal na státní škole v Týru. Po ukončení studia navštěvoval ší'itský seminář ve městě Baalbek. Seminář navazoval na učení iráckého učence Muhammada Báqira as-Sadra.
V roce 1976, když mu bylo šestnáct let, odcestoval do Nadžafu, kde byl přijat do as-Sadrova semináře. As-Sadr popsal Nasralláha následovně: „Cítím v tobě vůdce; jsi jedním z Ansár [následovníků] Mahdího...“. V důsledku politiky Saddáma Husajna seminář nedokončil a v roce 1979 se vrátil do Libanonu.
Jeho nejstarší syn Hádí Nasralláh (* 1979) byl v roce 1997 v jižním Libanonu zabit v boji s izraelskou armádou.

## Nasralláh a Hizballáh
Nasralláh se stal vůdcem Hizballáhu po zavraždění dosavadního šéfa Abbáse al-Músávího v roce 1992 izraelskou armádou. Pod Nasralláhovým vedením se začal Hizballáh přeměňovat ve významnou politickou jednotku, která je od této doby zastoupena i v libanonském parlamentu. Ačkoli je Hizballáh západním světem často označován za teroristickou organizaci, v oblasti jižního Libanonu dodnes zřizuje řadu škol, nemocnic a dalších sociálních služeb. Nicméně Hizballáh dále sílil i z hlediska vojenského a začal být vážným protihráčem izraelské armády v jižním Libanonu.
Názory Hizballáhu a Nasralláha samotného jsou velmi militantní, neuznává existenci státu Izrael a vyzývá k vyhlazení sionismu.

### Exploze pagerů a vysílaček členů Hizballáhu
V únoru 2024 vyzval Nasralláh členy Hizballáhu, aby místo chytrých telefonů používali pagery s tím, že Izrael vlastní technologie, pomocí nichž může telefony infiltrovat. Hizballáh poté koupil novou značku pagerů, které byly následně dovezeny do Libanonu.
Dne 17. září 2024 pak tisíce těchto pagerů v Libanonu a Sýrii v rukou členů Hizballáhu nebo jejich blízkých explodovalo. Nejméně 12 lidí včetně dvou dětí bylo zabito a přes 2 800 zraněno, z toho 300 vážně. Následujícího dne příslušníkům Hizballáhu začaly vybuchovat vysílačky. Zemřelo 20 lidí a 450 jich bylo zraněno. Hizballáh, Írán i Libanon z útoků obvinily Izrael, ten událost nekomentoval.

## Smrt
Nasralláh byl zabit 27. září 2024 při cíleném náletu na bejrútské předměstí Dahíja. Izraelský nálet zasáhl podzemní velitelství Hizballáhu, kde se Nasralláh měl účastnit schůzky s dalšími vysokými představiteli organizace, včetně Alího Karakího, velitele jižní fronty Hizballáhu. Izraelské letectvo použilo k útoku stíhačky F-15I vybavené speciálními bombami pro ničení bunkrů. Jeho smrt o den později potvrdil samotný Hizballáh.